# لوتون شلتون
لوتون شلتون (انگلیسی: Luton Shelton; ۱۱ نوامبر ۱۹۸۵ – ۲۲ ژانویهٔ ۲۰۲۱) بازیکن فوتبال اهل جامائیکا بود.
از باشگاه‌هایی که در آن بازی کرده‌است می‌توان به باشگاه فوتبال کاردمیر قره‌بوک‌اسپور، باشگاه فوتبال هلسینگبورگس، باشگاه فوتبال شفیلد یونایتد، باشگاه فوتبال ولگا نیژنی نووگورود، باشگاه فوتبال اوبی، و باشگاه فوتبال وولرنگا اشاره کرد.
وی همچنین در تیم ملی فوتبال جامائیکا بازی کرده‌است.